# Malpassetdam

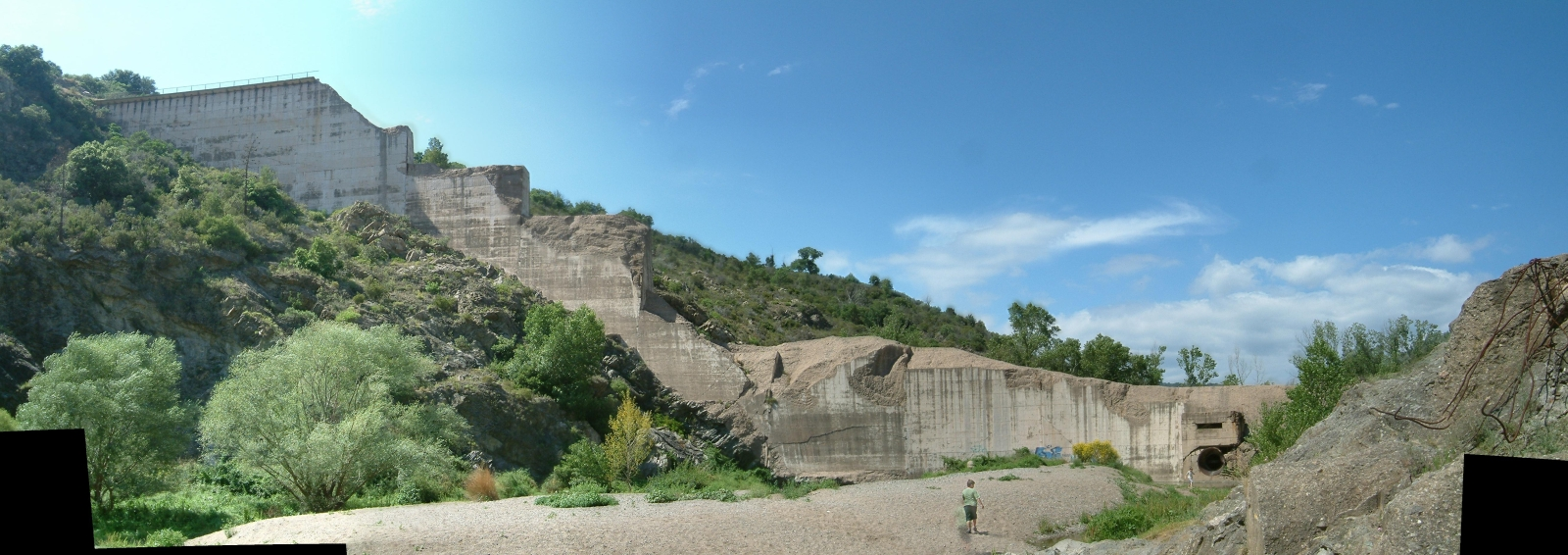
Resten van de dam in 2007

Resten van de Malpassetdam, 2008

De Malpassetdam is een voormalige stuwdam in de rivier Reyran bij Fréjus in het departement Var in Frankrijk. De stuwdam is vooral bekend vanwege zijn instorting op 2 december 1959. De ramp kostte aan 423 mensen het leven (ook andere aantallen worden genoemd).
De dam werd gebouwd in de periode 1952-1954 en moest dienen voor de opslag van irrigatiewater. De dam rees 60 meter boven de rivier uit. In december 1954 was het werk gereed en stroomde het stuwmeer langzaam vol. In november 1959 was het water zeven meter onder de maximale stand gekomen. Intussen werden enkele lekkages vastgesteld, maar het werd te voorbarig geacht om stroomafwaarts de bevolking te waarschuwen. In december viel er veel neerslag boven de Côte d'Azur, waardoor het stuwmeer snel aangroeide. Om de druk van het water op de dam te verminderen, werden enkele sluizen geopend. Het was echter al te laat; om 21:13 begaf de dam het. Het stuwmeer achter de dam had een capaciteit van 48,1 miljoen m3 en een oppervlakte van 200 hectare. De enorme watermassa raasde in een 40 m hoge vloedgolf met 70 km/h door het dal.
De ramp was te wijten aan een geologische breuk bij de dam, die niet werd opgemerkt. Hierdoor was de bodem erg instabiel, waardoor de dam bij hoge druk zou bezwijken.